# Крайтон, Джон, 5-й граф Эрн
Джон Генри Джордж Крайтон, 5-й граф Эрн (англ. John Henry George Crichton, 5th Earl Erne; 22 ноября 1907 — 23 мая 1940) — англо-ирландский пэр, военный и политик. Кратко носил титул учтивости — виконт Крайтон в 1914 году.

## Ранняя жизнь
Родился 22 ноября 1907 года. Единственный сын Генри Уильяма Крайтона, виконта Крайтона (1872—1914). Его матерью была леди Мэри Кавениш Гровенор (1883—1959), дочь Хью Люпуса Гровенора, 1-го герцога Вестминстерского, и достопочтенной Кэтрин Кэролайн Кавендиш.
31 октября 1914 года его отец Генри Уильям Крайтон, майор (бревет-подполковник) Королевской конной гвардии, в возрасте 42 лет погиб в бою во время Великой войны. Награжденный Орденом за Выдающиеся заслуги и Королевским Викторианским орденом, он был похоронен на британском кладбище Зантворде во Фландрии. Всего месяц спустя, в возрасте семи лет, Джон Крайтон сменил своего деда на посту 5-го графа Эрна . Его мать позже вышла замуж за полковника Достопочтенного Элджернона Фрэнсиса Стэнли (1874—1962), сына Фредерика Стэнли, 16-го графа Дерби, от которого у нее были сын и дочь.
Его отец был старшим сыном и наследником Джона Крайтона, 4-го графа Эрна (1839—1914), и леди Флоренс Коул (1849—1924), дочери Уильяма Коула, 3-го графа Эннискиллена. Его бабушка и дедушка по материнской линии были достопочтенная Кэтрин Кавендиш (третья дочь 2-го барона Чешема) и Хью Гровенор, 1-й герцог Вестминстерский, который на момент смерти считался самым богатым человеком в Британии.
Он получил образование в школе Ладгроув. С 1921 по 1924 год он служил почётным пажом короля Георга V, а позже — лордом в ожидании короля Георга VI.

## Карьера
Граф Эрн готовился к военной карьере в Королевском военном колледже и был зачислен в Королевскую конную гвардию в 1927 году. Он получил звание лейтенанта в 1930 году и подал в отставку в 1934 году. Став активным членом Палаты лордов, он служил лордом в ожидании (правительственным кнутом в Палате лордов) в правительствах Стэнли Болдуина и Невилла Чемберлена в 1936—1939 годах.
Заместитель лейтенант графства Фермана и мировой судья графства Фермана.
Когда разразилась Вторая мировая война, он был назначен майором в Королевскую конную гвардию (12-й Королевский уланский полк, Королевский бронетанковый корпус) и в Северо-Ирландскую конную гвардию. Он погиб в бою 23 мая 1940 года и был похоронен на коммунальном кладбище Вормхудт во Франции.

## Личная жизнь
15 июля 1931 года лорд Эрн женился на леди Давидеме Кэтрин Синтии Мэри Миллисент Булвер-Литтон (1909—1995), дочери Виктора Булвер-Литтона, 2-го графа Литтона, и Памелы Плауден. У супругов было трое детей:
- Леди Розана Мэри Крайтон (12 августа 1932 — 13 июня 2019), в 1956 году она вышла замуж за барона Майкла Пола Рабен-Левецау, сына графа Зигфрида Виктора Рабен-Левецау из Дании[3].
- Леди Антония Памела Мэри Крайтон (род. 18 апреля 1934), в 1953 году она вышла замуж за Тимоти Уильяма Уорделла, сына бригадира Майкла Уорделла и Рут Ирвин Кроссли (дочь сэра Кеннета Кроссли, 2-го баронета). После развода она вышла замуж за Чарльза Уильяма Беквита в 1981 году[3].
- Генри Крайтон, 6-й граф Эрн (9 июля 1937 — 23 декабря 2015), женившийся на Камилле Робертс, дочери авиатора Оуэна Робертса и двоюродной сестре 12-го барона Фарнэма и троюродной сестре 10-го герцога Атолла[7].

После его смерти в 1940 году в возрасте 32 лет титулы ему унаследовал его единственный двухлетний сын Генри. Его вдова, леди Эрн, в 1945 году вторично вышла замуж за консервативного политика Монтегю Вудхауса, 5-го барона Террингтона (1917—2001), от которого у нее было еще трое детей, в том числе Кристофер Вудхаус, 6-й барон Террингтон.